# An-Numajsa
An-Numajsa (arab. النميصة) – miejscowość w Syrii, w muhafazie Ar-Rakka. W 2004 roku liczyła 2636 mieszkańców.